# Липовани

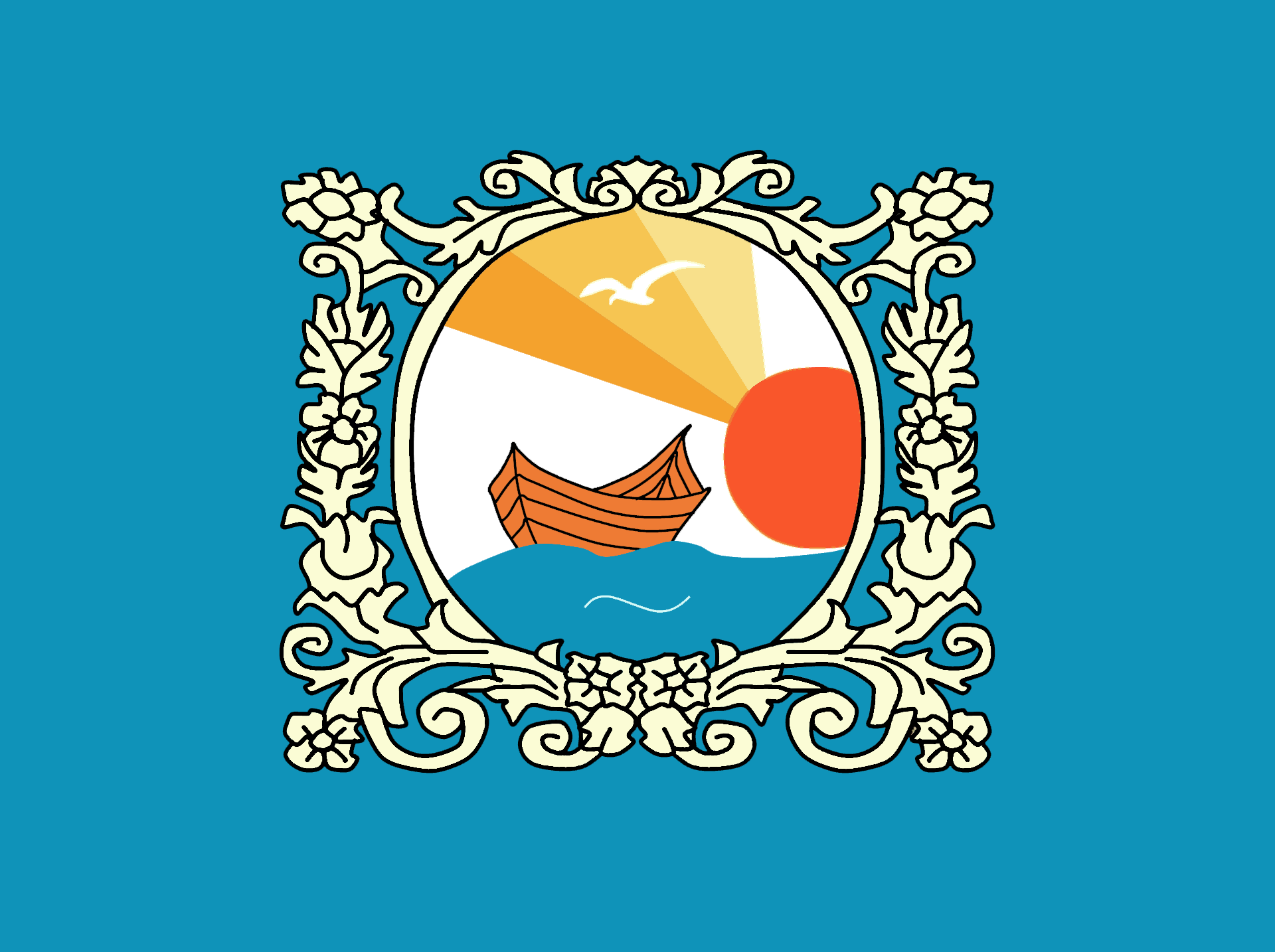
Прапор липованів

Липовани (філіповани, філіпони) — невелика (близько 40 тис.) релігійна група старообрядців, переважно росіяни за походженням, які оселилися в Молдавському князівстві, в Добруджі та Східній Мунтенії.

## Назва
(Фі)ліповани, (фі)липовці — послідовники свят. митрополита Филипа ІІ Московського, які з часів Івана Грозного зазнали переслідувань зі сторони царської влади.
Назва «липовани» має дві версії походження. За першою, вона походить від румунського «li pava» — вони мостять. Будинки перших поселенців були з цегли, яку виготовляли, мостячи мул з дна річки. Така споруда називалась «лампач». За другою версією — бо вони ховалися у липових лісах і писали ікони на липових дощечках.
Зараз мешкають в українській (Одеська область) та румунській (жудець Тулча) частинах дельти Дунаю, а також в невеликій кількості в районі гирла р. Прут та в кількох інших районах Молдови.
Ця релігійна група емігрувала з північної частини європейської Московії після релігійного розколу в російській православній церкві, викликаного реформами патріарха Никона 1651 року.
Мають суворі релігійні настанови та традиційно протистоять Російській Православній церкві.
В Україні найбільша липованська громада проживає в м. Вилкове Кілійського району Одеської області. Дві з трьох церков у Вилковому — липованські. Спочатку більшість липован проживала на островах і Вилкове поділялось на дві частини: липованську та українську. Жителі з різних частин міста не могли одружуватися між собою, але згодом це змінилось.